# Queen Mary Reservoir
Queen Mary Reservoir är en reservoar i Storbritannien.   Den ligger i grevskapet Surrey och riksdelen England, i den södra delen av landet, 25 km väster om huvudstaden London. Reservoaren är uppkallad efter drottning Mary av Teck. Queen Mary Reservoir ligger 13 meter över havet. Arean är 3,0 kvadratkilometer. I omgivningarna runt Queen Mary Reservoir växer i huvudsak blandskog. Den sträcker sig 2,0 kilometer i nord-sydlig riktning, och 2,3 kilometer i öst-västlig riktning.
Följande samhällen ligger vid Queen Mary Reservoir:
- Shepperton (10 106 invånare)